# Vaux d’Amognes
Vaux d’Amognes község Franciaország Burgundia-Franche-Comté régiójában, Nièvre megyében. Új községként 2017. január 1-jén jött létre Balleray és Ourouër község egyesítésével. A korábbi községek egyesülésekor az új község lélekszáma 571 fő lett. Lakosainak száma 528 fő (2022. január 1.).

## Népesség
| Lakosok száma | 549  | 543  | 542  | 540  | 538  | 532  | 528  |
|               | 2015 | 2017 | 2018 | 2019 | 2020 | 2021 | 2022 |